# József Viola
József Viola [ˈjoːʒɛf ˈvi.olɒ] (* 10. Juni 1896 in Komárom, Österreich-Ungarn, heute Komárno, Slowakei; † 18. August 1949 in Bologna, Italien) war ein ungarischer Fußballspieler und -trainer.

## Karriere
Viola war in Ungarn als Spieler beim Budapester Eisenbahnerverein Törekvés SE tätig, der es in den späten 1910er bzw. frühen 1920er Jahren mit Spielern wie Árpád Weisz und Ferenc Hirzer zu einer beachtlichen Spielstärke brachte. Im Jahr 1920 belegte der Verein den vierten Platz in der ungarischen Meisterschaft und der Mittelläufer Viola kam im Mai beim 2:2 gegen Österreich zu seinem ersten Spiel in der Nationalmannschaft. Dies sollte sein einziger Einsatz in einem A-Länderspiel bleiben, obwohl er kurz darauf drei inoffizielle Länderspiele gegen Süddeutschland, Brandenburg und Mitteldeutschland absolvierte.
Im Sommer 1920 stellte ein deutscher Geschäftsmann ein ungarisches Profiteam zusammen, das gegen eine deutsche Berufsspielermannschaft antreten und auf eine einjährige Deutschland- und Europatournee gehen sollte. Viola schloss sich diesem Unternehmen an, gemeinsam mit einigen anderen Nationalspielern wie Gyula Feldmann, Ferenc Plattkó, Mihály Pataki, József Ging und Sándor Nemes. Die Tournee musste nach wenigen Wochen mangels Erfolgs abgebrochen werden, und die Spieler mussten ihre ausstehenden Gehälter einklagen. Viola blieb in Deutschland und lief für den Berliner SV 1892 auf, der in der 1. Klasse des brandenburgischen Verbandes spielte.
Nach nur einem Jahr verließ er die Berliner wieder und wechselte nach Italien. Nach einer kurzen Tätigkeit beim Club Sportivo Firenze unterschrieb er bei Spezia Calcio, wo er bis 1924 spielte. Zu Beginn der Saison 1924/25 wurde er von seinem ungarischen Landsmann Jenő Károly zum Juventus FC nach Turin geholt. Nach einem dritten Gruppenplatz wurde die Mannschaft in der Folgesaison nochmals verstärkt, unter anderem mit dem ehemaligen Törekvés-Spieler Ferenc Hirzer. Juventus holte überlegen den Gruppensieg und qualifizierte sich damit für das Finale der Nordliga gegen den FC Bologna. Im Auswärtsspiel holte Juventus dank zweier Hirzer-Tore ein 2:2-Unentschieden, das Heimspiel endete 0:0. Die damit verbundene Aufregung war für den Trainer Károly jedoch zu groß, er erlitt einen Herzanfall, an dem er wenige Tage später verstarb. József Viola übernahm daraufhin die Mannschaft und führte sie mit einem 2:1-Sieg im Entscheidungsspiel gegen Bologna ins Finale gegen Alba Rom, welches mit einem Gesamtergebnis von 12:1 gewonnen wurde.
In der Folgesaison war Viola weiterhin Spielertrainer bei Juventus, es gelang zwar wieder der Gruppensieg, in der Finalrunde reichte es jedoch nur noch zum dritten Platz. Ab 1927 durften in der italienischen Meisterschaft keine ausländischen Spieler mehr eingesetzt werden, Viola war daher ausschließlich als Trainer tätig und erreichte wieder einen dritten Platz. Danach wechselte er zu SS Ambrosiana Inter, wo er seinen ehemaligen Mannschaftskollegen Árpád Weisz ablöste. Nach nur einer Saison kehrte er zu Juventus zurück, doch diesmal wieder als Spieler, denn Viola, der italienische Vorfahren hatte, war zwischenzeitlich italienischer Staatsbürger geworden. In der ersten einheitlichen gesamtitalienischen Serie A belegten die Turiner den dritten Platz.
Danach wechselte er als Spielertrainer zu Atalanta Bergamo in die Serie B und beendete nach einer Saison seine aktive Karriere endgültig, blieb jedoch Trainer der Norditaliener. Der Aufstieg in die höchste Spielstufe gelang nicht und 1933 rettete nur die Aufstockung der Liga den Klassenerhalt. Viola verließ Bergamo und nahm die Trainerstelle beim AC Mailand an, wo es jedoch nur zu einem Mittelfeldplatz reichte. Nach einer Saison beim Drittligisten AC Vicenza übernahm er für drei Jahre den Betreuerposten bei Lazio Rom, mit dem er in seiner zweiten Saison 1937 den Vizemeistertitel holte und danach das Finale des Mitropapokals 1937 erreichte, das gegen den Ferencvárosi FC verloren ging. Es folgten eine weitere Saison beim AC Milan sowie zwei Jahre beim US Livorno, die mit dem Abstieg in die Serie B endeten. Weitere Stationen nach dem Ende des Zweiten Weltkrieges waren der CFC Genua, der FC Bologna und schließlich Como Calcio.

## Erfolge
- 1× Italienischer Meister: 1925/26
- 1× Mitropapokal-Finalist: 1937